# Hebecnema megrophthalma
Hebecnema megrophthalma är en tvåvingeart som beskrevs av Malloch 1928. Hebecnema megrophthalma ingår i släktet Hebecnema och familjen husflugor. Inga underarter finns listade i Catalogue of Life.